# Тонга (приток Сосьвы)
Тонга (в верховье Малая Тонга) — река в России, протекает по Свердловской области. Устье реки находится в 572 км по правому берегу реки Сосьва. Длина реки составляет 22 км.
В 6,1 км от устья по левому берегу впадает река Большая Тонга.
Система водного объекта: Сосьва → Тавда → Тобол → Иртыш → Обь → Карское море.

## Данные водного реестра
По данным государственного водного реестра России относится к Иртышскому бассейновому округу, водохозяйственный участок реки — Сосьва от истока до водомерного поста у деревни Морозково, речной подбассейн реки — Тобол. Речной бассейн реки — Иртыш.
Код объекта в государственном водном реестре — 14010502412111200009718.